# Debong Kidul
Debong Kidul is een bestuurslaag in het regentschap Tegal van de provincie Midden-Java, Indonesië. Debong Kidul telt 4961 inwoners (volkstelling 2010).